# Луксембург на Европском првенству у атлетици на отвореном 2016.
Луксембург је учествовао на 23. Европском првенству у атлетици на отвореном 2016. одржаном у Амстердаму од 6. до 10. августа. Ово је било 21. европско првенство у атлетици на отвореном на којем је Луксембург учествовао. Репрезентацију Луксембурга представљала су 2 спортиста који су се такмичили у 2 дисциплине.
На овом првенству представници Луксембурга нису освојили ниједну медаљу нити су остварили неки резултат.

## Учесници
Мушкарци:
- Чарел Гретен — 800 м
- Боб Бертемес — Бацање кугле

## Резултати

### Мушкарци
| Атлетичар    | Дисциплина   | Лични рекорд | Квалификације | Квалификације | Полуфинале | Полуфинале | Финале                | Финале       | Детаљи |
| Атлетичар    | Дисциплина   | Лични рекорд | Резултат      | Место         | Резултат   | Место      | Резултат              | Место        | Детаљи |
| ------------ | ------------ | ------------ | ------------- | ------------- | ---------- | ---------- | --------------------- | ------------ | ------ |
| Чарел Гретен | 800 м        | 1:46,44      | 1:47,39 кв    | 5. у гр. 3    | 1:49,40    | 8. у гр. 2 | Нису се квалификовали | 13 / 29 (30) |        |
| Боб Бертемес | Бацање кугле | 20,14 НР     | 19,39         | 9. у гр. А    |            |            | Нису се квалификовали | 17 / 27 (29) |        |